# Stichaster
Stichaster (лат.) — род морских звёзд семейства Stichasteridae отряда педицелляриевых морских звёзд (Forcipulatida).

## Роды
В род Stichaster включают два вида:
- Stichaster australis (Verrill, 1867), Новая Зеландия
- Stichaster striatus Müller & Troschel, 1840, юго-восточная часть Тихого океана вдоль побережья Южной Америки

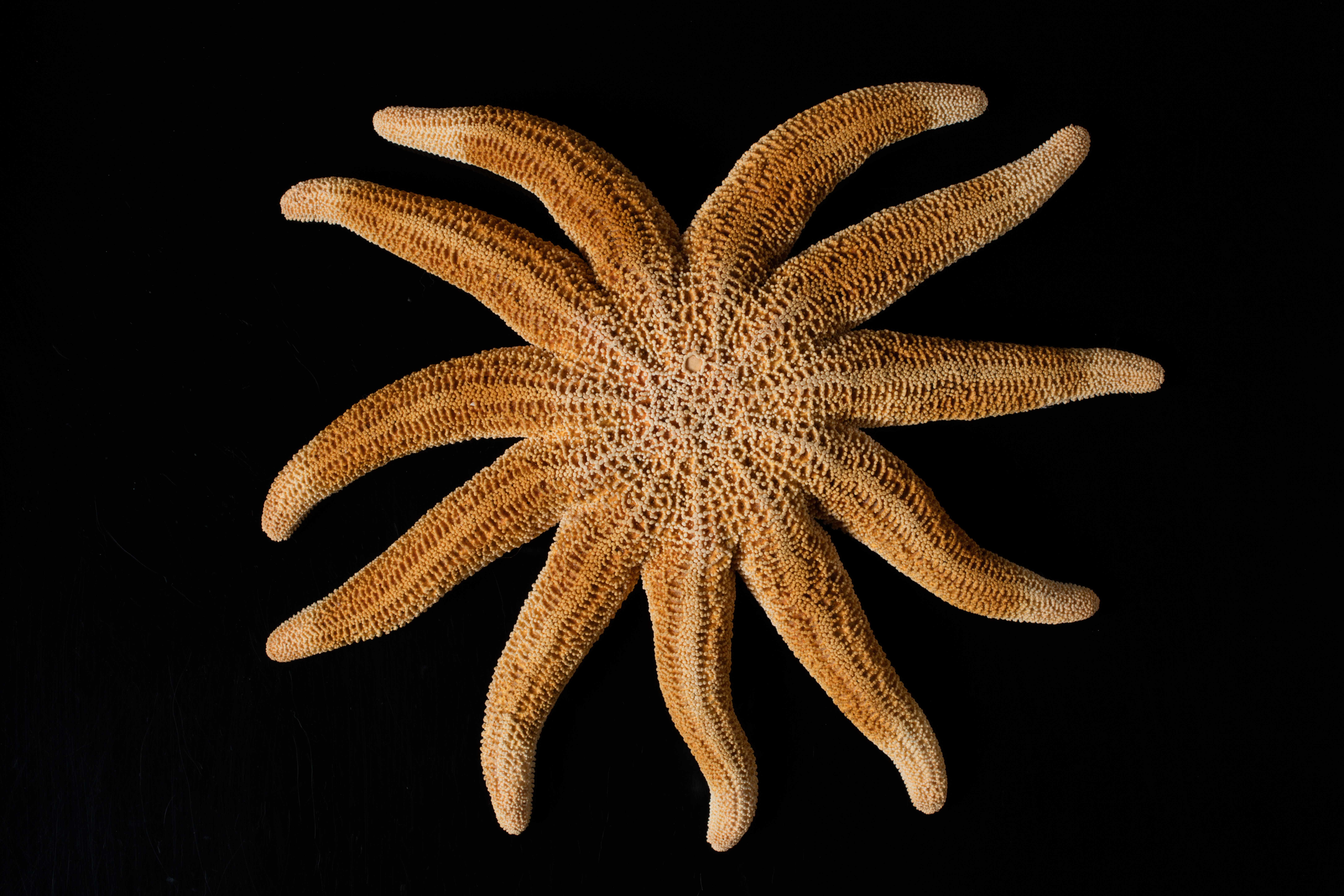
Stichaster australis.
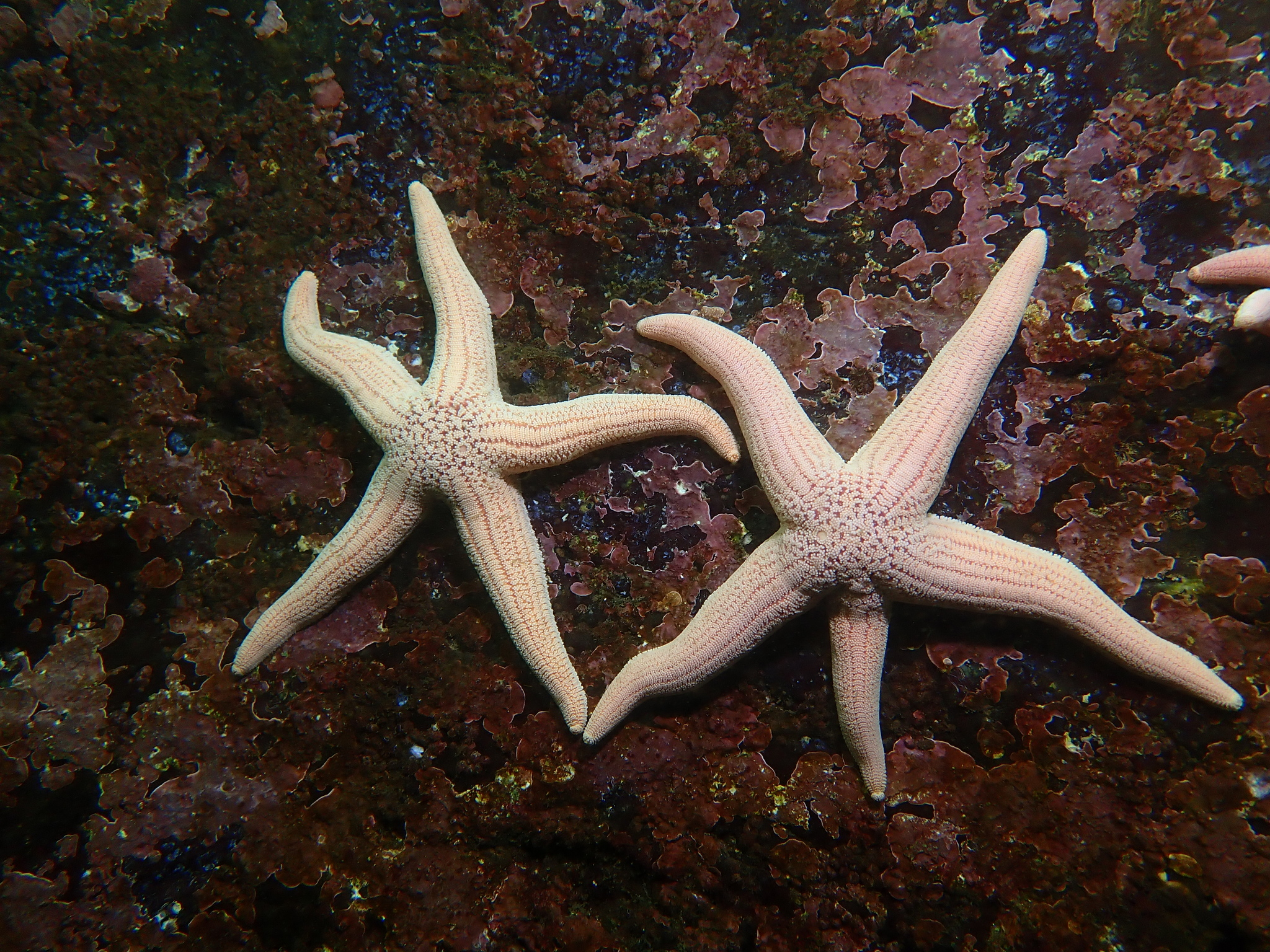
Stichaster striatus.